# Igreja de Nossa Senhora da Graça (Lagos)
A Igreja de Nossa Senhora da Graça é um antigo edifício religioso que foi adaptado a outras utilizações, situado no centro da cidade de Lagos, em Portugal.

## Descrição
O edifício da antiga igreja está situado na Rua Senhora da Graça. No seu interior tinha um conjunto de talha dourada, que foi transferida para a Igreja de Sagres.

## História
O local já tinha sido ocupado durante a época romana, uma vez que foram encontrados, em frente da antiga igreja, vários alicerces e tanques de salga de peixe, correspondentes àquele período histórico.
O santuário foi construído provavelmente antes de 1325, durante o reinado de D. Afonso III, sendo então apenas uma ermida. Foi instalada pelas comunidades estrangeiras de Lagos, que vinham aqui operar as armações de pesca, e que eram principalmente oriundas de Milão, da Sicília e de Génova. Originalmente, situava-se fora do recinto amuralhado de Lagos, embora a sua importância espiritual fosse de tal ordem que continuou a ser utilizada mesmo após a construção da Igreja de Santa Maria da Graça, no interior das muralhas. Nos finais do século XV foi construído um edifício junto a esta ermida, que funcionou como hospital e como Paços do Concelho. A igreja foi alvo de obras de reconstrução em 1574, tendo sido um dos principais templos em Lagos até ao século XIX. Posteriormente teve várias utilizações, tendo sido ocupada por uma adega, uma livraria, uma galeria de arte e um bar.